# Едуард II
Едуард II (на английски: Edward II of England; на френски: Édouard II d'Angleterre) е крал на Англия от 1307 до детронирането му през януари 1327 г. Той далеч няма успехите на своя баща, крал Едуард I. Управлението му е белязано от политическа нестабилност и завършва с принудителното му сваляне от трона. Известен е с отявлените си хомосексуални връзки и фаворизирането на мъже с незнатен произход, което довежда до жестокото му убийство.
Той е първият монарх, основал колежи в университетите Оксфорд и Кеймбридж.

## Принц на Уелс
Едуард II е първият английски принц, носител на титлата Принц на Уелс. Въпреки влиянието на властния си баща, младият принц развива склонност към екстравагантност и фриволност, които остават за цял живот. Едуард I отдава това на лошото влияние на Пиърс Гейвстън, гасконски рицар, любимец на Уелския принц. Гейвстън е изпратен в изгнание, но след смъртта на Едуард I (7 юли 1307 г.), първата стъпка на новия крал Едуард II е да върне своя фаворит.

## Крал на Англия
Едуард II проявява интерес основно към развлеченията. Слабоволев владетел, той лесно е можел да бъде манипулиран от своите фаворити.

### Брак с Изабела Френска
На 25 януари 1308 г. се жени за Изабела Френска, дъщеря на френския крал Филип IV и сестра на трима френски крале. Изабела е пренебрегвана от съпруга си за сметка на неговите фаворити. Въпреки че бракът е като цяло несполучлив, от него се раждат двама сина – Едуард (1312 – 1377), който впоследствие наследява баща си като крал Едуард III, и Джон от Елтам (1316 – 1336; граф на Корнуол), както и две дъщери – Елеанор (1318 – 1355) и Джоан (1321 – 1362), съпруга на Дейвид II Шотландски. Едуард II има и незаконен син Адам ФицРой, починал на 18 септември 1322 г.

### Бунтът на бароните
Многобройните необосновано високи привилегии, с които Едуард II удостоява Пиърс Гейвстън, предизвикват недоволство сред бароните. Те се организират в опозиция, водена от братовчеда на краля – граф Томас Ланкастър. През 1311 г. Парламентът налага ограничения на властта на Едуард II и заточва Гейвстън. Едуард II връща своя фаворит и през 1312 г. бароните убиват Гейвстън. Въстанието спира дотук, тъй като след смъртта на Гейвстън, бароните са удовлетворени, а Едуард II е твърде неуверен, за да осъществи първоначалното си желание за отмъщение.

### Шотландския конфликт
Баронското въстание открива пътя на граф Робърт Брус към шотландската корона. През 1314 г. в битката при Банъкбърн Брус разгромява войските на Едуард и осигурява независимостта на Шотландия до съюза от 1707 г. Брус също така подстрекава въстание в Ирландия и намалява английското влияние там.

### Влиянието на Диспенсър
След смъртта на Гейвстън, кралят прехвърля симпатиите си върху Хю Диспенсър Младши. Той отново провокира недоволство сред бароните като не зачита законите и предоставя щедри привилегии на Хю Диспенсър Младши и неговия баща.
През 1321 г. граф Херфорд, заедно с граф Ланкастър и други, въстава срещу семейство Диспенсър и принуждава краля да ги прати в изгнание. След тяхното отстраняване обаче, много благородници се възползват от ситуацията и желаейки да получат благоразположение и евентуални облаги от краля, му предлагат помощта си срещу бароните. Едуард II се възползва и много от опонентите му, в това число граф Ланкастър, са убити.
Разгромявайки опозицията, кралят и двамата Диспенсър стават пълновластни владетели на Англия. През 1322 г. Едуард II издава указ, с който отменя всички предишни ограничения, наложени върху властта му. Кралят вече не е подчинен на Парламента, чиято роля е сведена до тази на консултативен съвет.

### Изабела напуска Англия
Едуард II изпраща съпругата си Изабела във Франция да преговаря с брат си Шарл IV относно областта Гаскония. През март 1325 г., тя напуска Англия, неприкрито доволна от това, че ще се види със семейството си и ще се откъсне от съпруга си и възневидяните от нея Диспенсър – баща и син.
На 31 май 1325 г., Изабела сключва мирен договор в полза на Франция, който изисква Едуард II да отдаде почит като васал пред френския престол . По идея на самата Изабела  Шарл IV настоява Едуардр да изпрати сина си, което се оказва сериозна тактическа грешка. Изабела отказва да се върне със сина си в Англия, докато не бъде отстранен Хю Диспенсър Младши. Във Франция тя започва романс с един от противниците на съпруга си, уелският барон Роджър Мортимър и планира завладяването на Англия.

### Завръщането на кралицата
През септември 1326 г. Мортимър и Изабела нападат Англия с малка армия, към която бързо се присъединяват многобройни привърженици. Едуард II остава без подкрепа, изоставен от почти всички и бяга от Лондон. На 27 октомври Диспенсър-баща е обвинен в неправомерно облагодетелстване за сметка на други, престъпления срещу църквата и участие в незаконната екзекуция на граф Ланкастър. Той е екзекутиран, след което Хенри Ланкастър е изпратен да залови краля и младия Диспенсър, което той успява да направи на 16 ноември. Диспенсър Младши е осъден, измъчван и екзекутиран по особено жесток начин.
Победеният Едуард II е затворен. На 20 януари е обвинен от Парламента в многобройни престъпления: некомпетентност, лошо управление, загуба на Шотландия и Гаскония, оставяне други да вземат вместо него вредни за народа и църквата решения, неподобаващо поведение за монарх, съгласие за неправомерно екзекутиране, затвор, заточение и обезнаследяване на благородници, изоставяне на страната без управление и причинени безредици и др. Принуден е да абдикира в полза на сина си.

### Краят на Едуард II
Абдикацията е обявена на 24 януари, на 25 януари официално започва управлението на Едуард III. Тъй като той е на 14 години, реално управляват Изабела и Мортимър. Едуард II остава затворен. На 3 април е преместен в замъка Бъркли. Спекулира се, че там е брутално убит, макар сведенията за смъртта му на 21 септември 1327 г. да са непотвърдени.
Последвалото управление на Изабела и Мортимър е силно непопулярно и когато Едуард III реално поема властта през 1330 г., екзекутира Мортимър по 14 обвинения в предателство, в това число убийството на Едуард II, с което слага край на съмненията относно евентуалното оцеляване на последния.

## Предшественици
| Едуард II, крал на Англия | Баща: Едуард I, крал на Англия | Дядо по бащина линия: Хенри III, крал на Англия                      | Прадядо по бащина линия: Джон, крал на Англия              |
| Едуард II, крал на Англия | Баща: Едуард I, крал на Англия | Дядо по бащина линия: Хенри III, крал на Англия                      | Прабаба по бащина линия: Изабел д'Ангулем                  |
| Едуард II, крал на Англия | Баща: Едуард I, крал на Англия | Баба по бащина линия: Елеонор Провансалска                           | Прадядо по бащина линия: Рамон Беренгер, граф на Прованс   |
| Едуард II, крал на Англия | Баща: Едуард I, крал на Англия | Баба по бащина линия: Елеонор Провансалска                           | Прабаба по бащина линия: Беатрис Савойска                  |
| Едуард II, крал на Англия | Майка: Елинор Кастилска        | Дядо по майчина линия: Фердинанд III, крал на Кастилия, крал на Леон | Прадядо по майчина линия: Алфонсо IX, крал на Леон         |
| Едуард II, крал на Англия | Майка: Елинор Кастилска        | Дядо по майчина линия: Фердинанд III, крал на Кастилия, крал на Леон | Прабаба по майчина линия: Беренгария Кастилска             |
| Едуард II, крал на Англия | Майка: Елинор Кастилска        | Баба по майчина линия: Жан дьо Дамартен                              | Прадядо по майчина линия: Симон дьо Дамартен, граф Понтийо |
| Едуард II, крал на Англия | Майка: Елинор Кастилска        | Баба по майчина линия: Жан дьо Дамартен                              | Прабаба по майчина линия: Мари Понтийо, графиня Монтрьой   |